# Amy du Plessis
Amy du Plessis (Newcastle, 7 luglio 1999) è una rugbista a 15 neozelandese d'origine sudafricana, tre quarti centro della provincia di Canterbury e campionessa mondiale con la Nuova Zelanda.

## Biografia
Originaria di Newcastle, nella provincia sudafricana di KwaZulu-Natal, vive in Nuova Zelanda dall'età di sette anni per via del trasferimento della sua famiglia a Invercargill, nel Southland, dove suo nonno possiede una vaccheria.
Già ai tempi delle superiori si mise in mostra nella squadra del suo istituto, guidandola alla vittoria al campionato nazionale scolastico nel 2016, e dopo il diploma fu convocata nella nazionale a sette.
Non avendo la sua provincia una squadra femminile nel campionato nazionale, si trasferì a Otago per giocare e iniziò gli studi a distanza in psicologia all'università Massey di Palmerston North.
Nel 2021 esordì con la Nuova Zelanda a XV contro le NZ Barbarians e passò alla provincia di Canterbury e, nello stesso anno, firmò un contratto per il neoistituito Matatū, franchise femminile del Super Rugby basata a Christchurch.
Il 12 giugno 2022 ha debuttato in un test match contro il Canada a Waitakere e successivamente ha preso parte alla Coppa del Mondo 2021 che la Nuova Zelanda ha disputato in casa, con appena 4 test match alle spalle e 6 incontri in totale con le Black Ferns; impiegata nella fase a gironi, si è aggiudicata il titolo mondiale con la squadra.

## Palmarès
- Coppe del mondo: 1
Nuova Zelanda: 2021
- Super Rugby Aupiki: 1
Matatū: 2023
- Farah Palmer Cup: 2
Canterbury: 2021, 2022